# Daulis

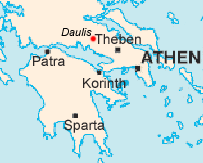
Ligging van Daulis.

Daulis (Oudgrieks: Δαυλίς, huidige Davleia) was een Oud-Griekse polis in Phocis.
Het lag aan de weg van Orchomenus naar Delphi en de Boeotische Cephisus. Daulis was amfitheatersgewijs op de oostelijke helling van de Parnassus gebouwd, met een cyclopische akropolis.
In 395 v.Chr. slaagde Thebe er niet in de stad in te nemen hoewel het de hele regio zou plunderen. De stad werd in 346 v.Chr. echter wel verwoest door Philippus II van Macedonië.
De Aetoliërs deden in 220 v.Chr. een vergeefse poging om de rond 225 v.Chr. verloren steden Ambrysos en Daulis te heroveren. Titus Quinctius Flamininus zou uiteindelijk in 198 v.Chr. veroveren op Philippus V van Macedonië.
Volgens de sage vond hier het treurtoneel van de fabel van Tereus, Procne en Philomela plaats. Vandaar dat de nachtegaal ook wel "Daulische vogel" zou worden genoemd bij de Oud-Griekse dichters.